# Mompha sympotica
Mompha sympotica é uma espécie de mariposa do gênero Mompha pertencente à família Coleophoridae.